# Туби, Тауфик
Тауфик Туби (араб. توفيق طوبي‎, ивр. תופיק טובי‎, 11 мая 1922, Хайфа, подмандатная Палестина — 12 марта 2011, Хайфа ) — израильский леворадикальный политик-коммунист.

## Биография
Родился в православной арабской семье. Вступил в 1941 году в Компартию Палестины и стал одним из её активных членов. Один из основателей Лиги национального освобождения, выступавшей против раздела Палестины.
Вместе с Меиром Вильнером получил известность как один из обличителей массового убийства у деревни Кафр-Касем (в октябре 1956 года израильская пограничная полиция убила в этом селении 48 арабских гражданских лиц, в том числе 6 женщин и 23 несовершеннолетних в возрасте от 8 до 17). Неоднократно поднимал вопрос о возвращении на родину палестинских беженцев, в частности, жителей поселений Яло и Аль-Бирва.
Многократно избирался депутатом Кнессета от партии «МАКИ» (Компартия Израиля, бывшая Компартия Палестины), был редактором крупнейшей израильской коммунистической газеты на арабском языке «Аль-Иттихад». С 1976 года — генеральный секретарь партии «Хадаш», и депутат кнессета от данной партии. В 1990 году избран генеральным секретарём Компартии Израиля вместо ушедшего в отставку Меира Вильнера. Считается отцом формулы «государство всех граждан», предложенной им в Кнессете во время обсуждения основного закона в 1985 года и ныне поддерживаемой левыми партиями и социал-демократической Мерец.
Его жена Ольга Керберг иммигрировала в подмандатную Палестину в 1934 году из Оргеева (её сестра Хая, скульптор-керамист, была замужем за Эмилем Тума).